# 33912 Melissanoland
33912 Melissanoland è un asteroide della fascia principale. Scoperto nel 2000, presenta un'orbita caratterizzata da un semiasse maggiore pari a 2,3012232 au e da un'eccentricità di 0,1768289, inclinata di 6,74599° rispetto all'eclittica.